# Тризъбест салеп
Тризъбестия салеп (Orchis tridentata) е вид едносемеделно растение от семейство Орхидеи (Orchidaceae).
Тризъбестият салеп е многогодишен тревист вид с височина до 40 сантиметра. Съцветието е гъста, подобно на кълбо, конично или овално. Прицветниците са ланцетни, заострени, с по една жилка, зелени. Цветовете са с розов, лилав или бял цвят. Цъфти от април до юни.
Видът е разпространен по цялото Средиземноморие, Централна и Западна Европа, на изток до района на Кавказ и Черноморското крайбрежие. В България видът е разпространен и не е защитен от Закона за биологичното разнообразие. Видът е характерен за ливади, горски поляни, каменисти склонове в долните и средните пояси на горите.